# Lingyan si
Lingyan si (Klasztor Uduchowionych Skał, chiń. upr. 灵岩寺; chiń. trad. 靈巖寺; pinyin Língyánsì) – chiński klasztor, jeden z najbardziej znanych klasztorów w historii Chin.

## Historia klasztoru
Klasztor został wybudowany w okresie yongxing (永興) (357–358) panowania cesarza Fu Jiana (苻堅) (pan. 357-385) z Wcześniejszego Cesarstwa Qin (351- 394). Według legendy, w roku 357 przybył na miejsce przyszłego klasztoru Zhu Senglang i opisał je jako miejsce, gdzie "srogie zwierzęta będą oswojone a przypadkowe kamienie będą potakiwać głową". Dlatego klasztor został nazwany Lingyan - klasztor Uduchowionych Skał.
Znajduje się obok wioski Wande w dystrykcie Changqing, w pobliżu miasta Jinan w prowincji Shandong i około 20 kilometrów od miasta Tai'an. Klasztor został zbudowany w dolinie na zachodniej krawędzi masywu góry Tai i jest zwrócony na południową stronę.
Klasztor ten zyskał sobie świetną reputację już w okresie panowania Północnej dynastii Wei (386-535). Największą popularnością cieszył się w czasach panowania dynastii Tang (618–907) i Song (960–1279), przeżywając równocześnie apogeum swojego rozwoju. Klasztor składał się wówczas z ponad 40 budynków, które mieściły ponad 500 pomieszczeń. W klasztorze przebywało ponad 500 mnichów. Razem z takimi klasztorami jak Guoqing, Yuquan i Qixia były kolektywnie nazywane Wielką Czwórką i wychwalane jako Cztery Cuda Świata.
Klasztor był wielokrotnie odnawiany i rozbudowywany, szczególnie w okresie dynastii Ming (1368-1644) i dynastii Qing (1644-1911), i wtedy osiągnął współczesne rozmiary.
Klasztor ten od dawna przyciągał pielgrzymów, artystów, poetów i uczonych. Cesarz Qianlong (pan. 1735-1796) odwiedzał go ośmiokrotnie, zostawiając wiersze wykaligrafowane własnoręcznie. Wang Shizen intelektualista i uczony z okresu Ming po wizycie w klasztorze napisał: "Twoja wizyta na górze Tai nie będzie kompletna jeśli nie przyjdziesz do klasztoru Lingyan". 
Obecnie klasztor składa się z 36 budynków i 18 pawilonów.
Wokół klasztoru znajdują się wzgórza, z których wypływają źródła i na których znajdują się ciekawe skały.

## Obiekty architektoniczne i inne
Klasztor zachował wiele przykładów dawnego budownictwa i wiele innych zabytków o znaczeniu kulturalnym, historycznym i religijnym. Za najważniejsze uchodzą: Budynek Tysiąca Buddów, Pagoda Pizhi, Las Stup, Pagoda Huichong, Budynek Wielkiego Bohatera, Wieża Dzwonu i Bębna, Cesarska Biblioteka, Budynek Jicui Zhengming oraz rzeźbione tablice i płyty z różnych okresów istnienia klasztoru. 
- Budynek Wielkiego Bohatera (Budynek Mahawiry, Budynek Śakjamuniego, chiń. Daxiongbaodian).

Jest to główny budynek klasztoru. Znajduje się w nim posąg Buddy Śakjamuniego siedzącego na lotosowym tronie w otoczeniu dwóch ulubionych uczniów: Anandy i Mahakaśjapy.
- Pagoda Pizhi (辟支塔, pinyin Pìzhītǎ)

Jest to najbardziej znana budowla klasztoru. Została wybudowana w dwunastym roku okresu tianbao (天寶) (742-756) panowania cesarza Xuanzonga (pan. 712–756) z Tangów, czyli w 753 roku, jednak obecna konstrukcja została wybudowana w latach 1056-1063 w okresie jiayou (嘉祐) (1056-1063), czyli w ostatnich latach panowania cesarza Renzonga. Pizhi jest chińskim oddaniem palijskiego - Pacceka - lub sanskryckiego słowa - Pratyeka określającego samotnie praktykującego buddyzm poza strukturami klasztornymi. 
Jest to najwyższa budowla klasztoru sięgająca 54 metrów wysokości. Liczy dziewięć kondygnacji i zbudowana jest na planie oktagonalnym. Piedestał pagody jest wybudowany z kamieni, na których wyrzeźbiono potworne i przerażające sceny piekielne. Równocześnie pagoda przedstawia życie cesarza Aśoki (chiń. Ayu wang). Podstawowa konstrukcja pagody jest wybudowana z cegieł, chociaż fasada zawiera wiele wyrzeźbionych w kamieniu elementów. Od pierwszej do trzeciej kondygnacji na każdym ich poziomie znajdują się balkony wspierane przez typowe chińskie dougong (uchwyty). Balkony nie występują na wyższych kondygnacjach. Żelazna iglica na szczycie pagody jest utworzona z odwróconej miski, dysków, słońca, półksiężyca i koralu. Aby ją utrzymać na miejscu użyto żelaznych łańcuchów. Na krawędziach narożników, gdzie umocowano łańcuchy, znajdują się małe żelazne statuetki niebiańskich strażników, które, jak się uważa, utrzymują te łańcuchy w miejscu.
Do piątej kondygnacji sięga murowana kolumna i murowane schody. Przez następne kondygnacje biegną zewnętrzne kręcone schody aż do samej iglicy. Taka aranżacja schodów była często spotykana w kamiennych pagodach, ale bardzo rzadko w pagodach murowanych.
- Pagoda Huichong

Jest to najstarsza budowla klasztoru. Pochodzi z VIII wieku (dynastia Tang). Jest zbudowana na planie kwadratu w stylu pawilonowym.
- Budynek Tysiąca Buddów (千佛殿, Qianfodian)

Budynek pierwotnie został wybudowany w okresie dynastii Tang, jednak później, w czasach dynastii Song, Ming i Qing, był wielokrotnie przebudowywany. Z oryginalnej konstrukcji pozostały piedestały filarów w budynku.
Budynek ma siedem standardowych "pokoi" lub "zatok" długości i cztery "pokoje" szerokości (głębokości). Wyróżniają się bardzo masywne uchwyty (chiń. dougong) pomiędzy szczytami kolumn a rozporami.
Wewnątrz znajduje się brązowy posąg Buddy Śakjamuniego, jednak najciekawszym obiektem jest grupa czterdziestu posążków o wysokości 1,1 metra ulepionych z gliny i przedstawiających arhatów (chiń. luohan). Wyobrażenia wzorowane są na realnych postaciach, dlatego ich przedstawienia są żywe i pełne emocji - wyrażają szczęście, gniew i smutek. Różnią się między sobą. Mistrzostwo ich wykonania było opiewane przez turystów i uczonych. Liang Qichao określił je jako "najlepsze statuy w Chinach". Artysta Liu Haisu napisał: "Statuy z klasztoru Lingyan sa najlepsze pod niebiosami; są tak żywe, że zgodne z życiem". 
- Las stup

Wśród 167 stup w klasztorze nie ma dwóch identycznych. Tak jak grupie czterdziestu arhatów z Budynku Tysiąca Buddów, tak i stupom udało się uniknąć zniszczeń po wybuchu rewolucji kulturalnej. Znajdują się w zachodniej części klasztoru, gdzie umieszczono teren cmentarza, na którym chowano opatów klasztoru. Zostały wybudowane w czasie od okresu tianbao (dynastia Tang) do czasów panowania dynastii Qing. Są tak słynne jak las stup klasztoru Szaolin. 
- Akwarium i budynek motyli

Zostały ufundowane przez Chińczyków z Singapuru.

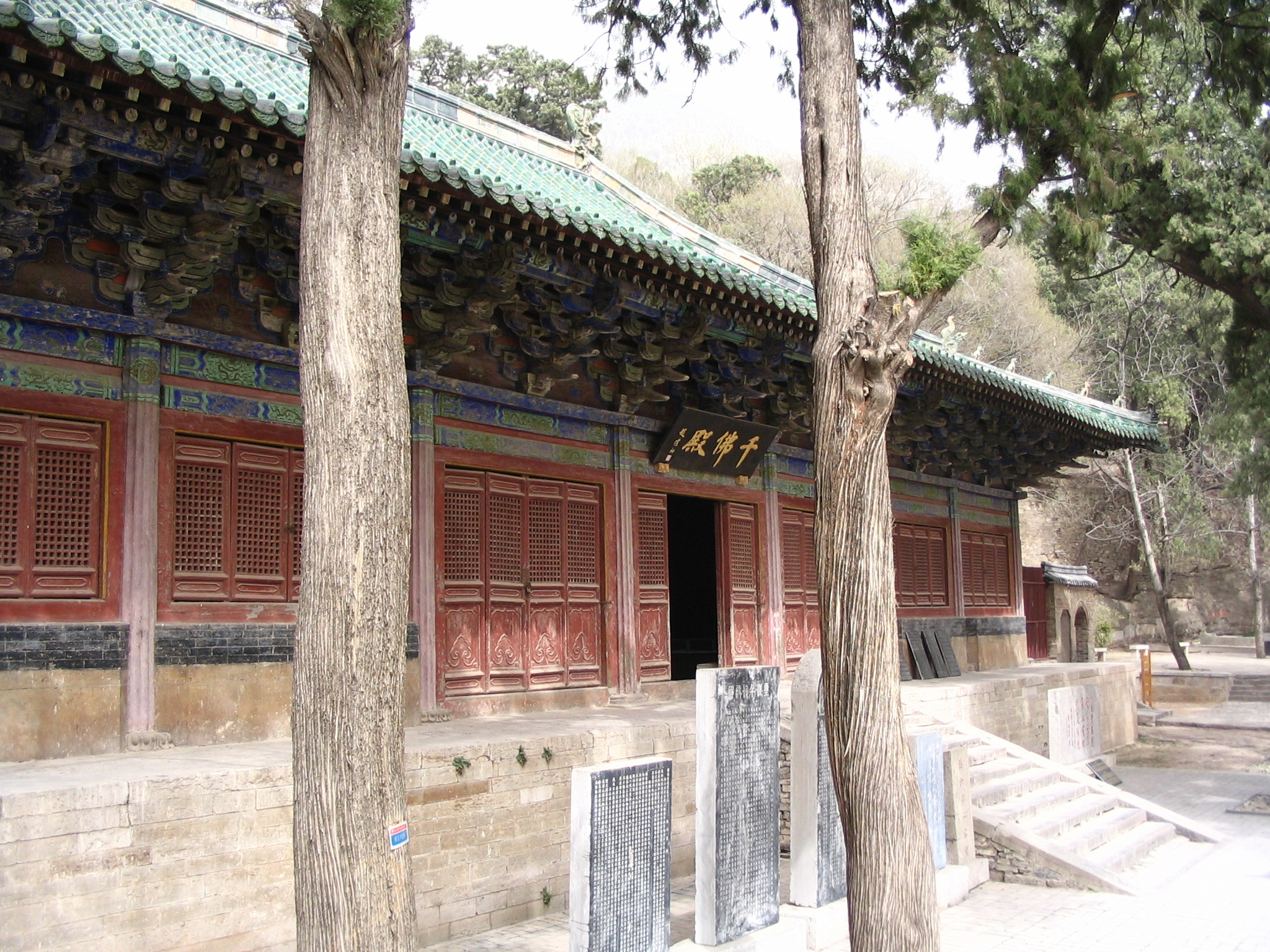
Qianfodian
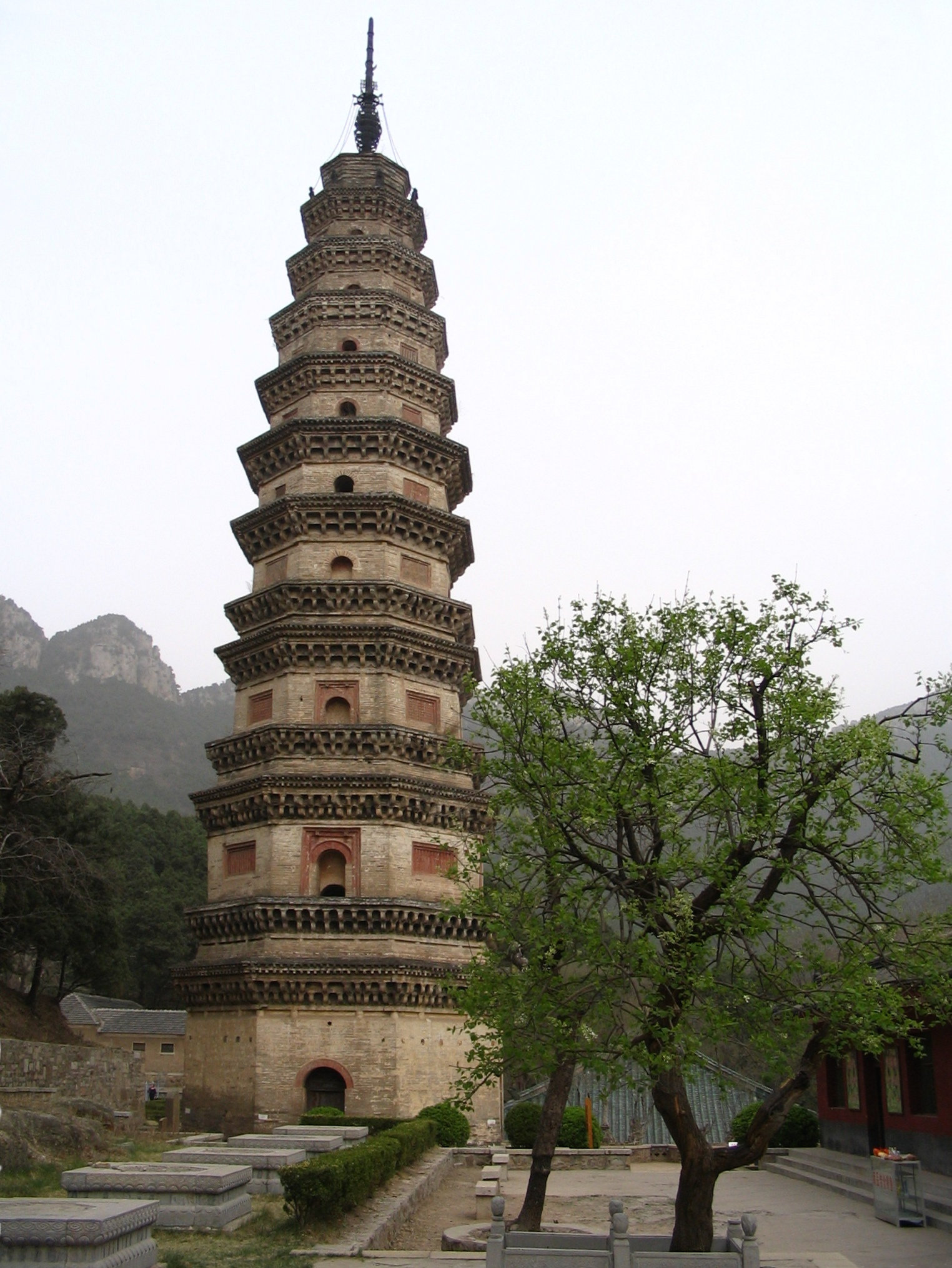
Pagoda Pizhi
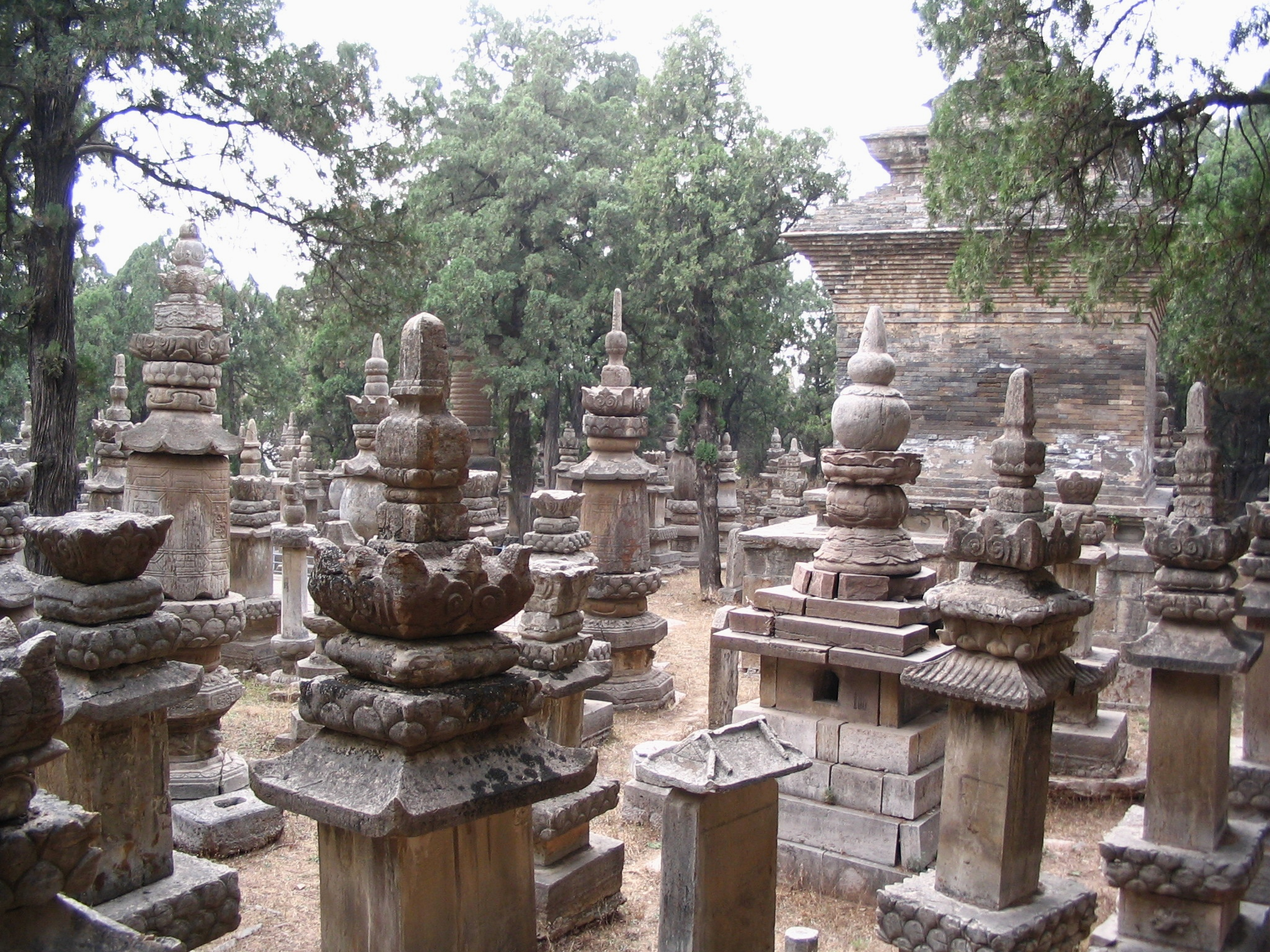
Stupy klasztorne
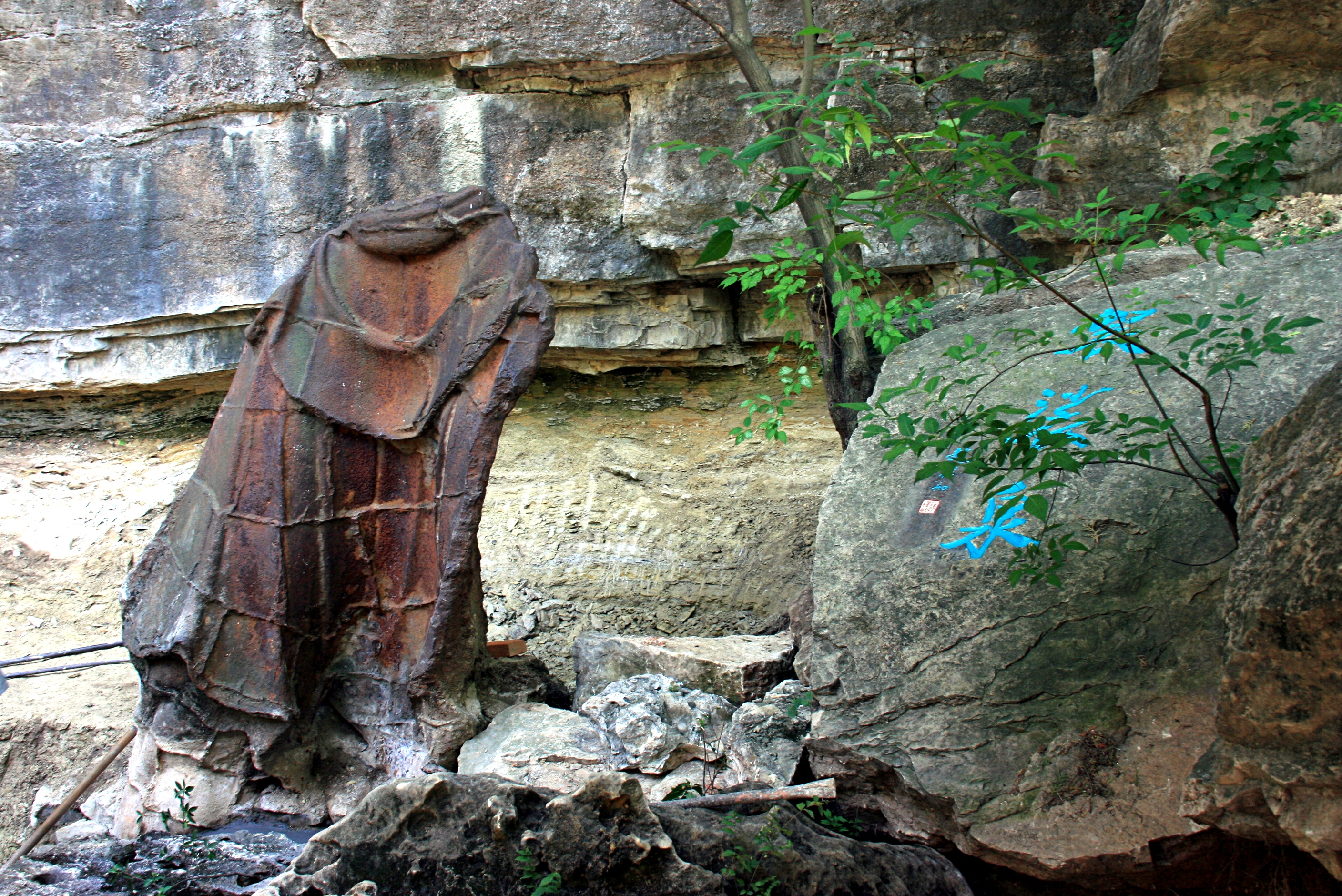
Źródło Kaśai (chiń. Jiāshā Quán)
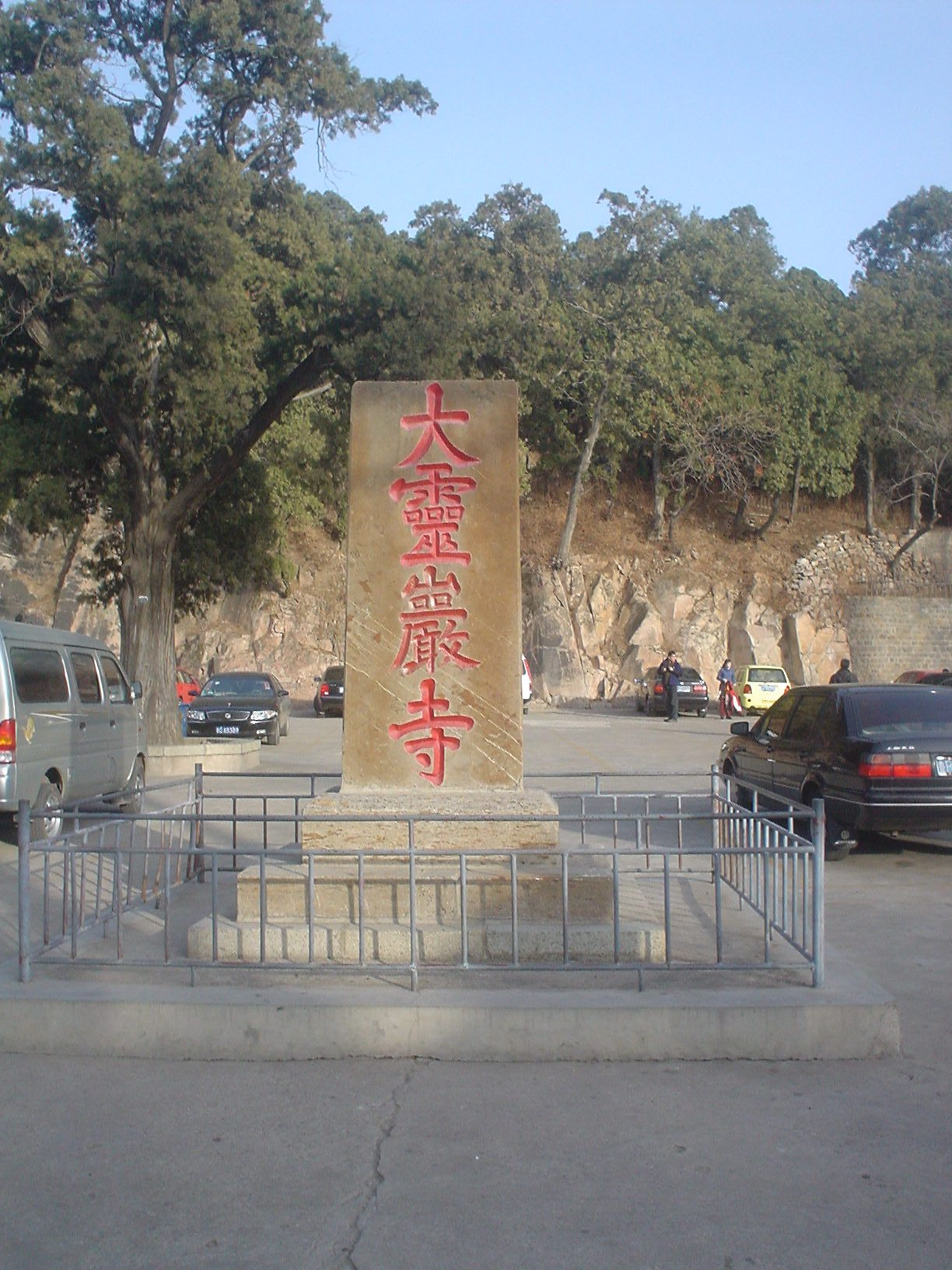

Artezyjskie źródło na terenie klasztoru. Fantazyjnie ukształtowany kawałek żelaza przy źródle swoim kształtem przypomina szatę buddyjską - kaśaję.

## Adres klasztoru
- Lingyansi, Wande Town, Changqing District, Jinan 250309, China